# Cristian Roig
Cristian Roig Mauri (* 23. August 1977) ist ein andorranischer Fußballspieler.
Mauri spielte unter anderem für den CE Principat und seit 1997/98 für den UE Sant Julià in Andorra. In der Nationalmannschaft Andorras wurde er 1998 einmal eingesetzt.